# Титаномаггеміт
Титаномаггеміт — мінерал, поширений оксид супергрупи шпінелі з ідеалізованим хімічним складом (Ti0,5◻0,5)Fe3+2O4. Він кристалізується в кубічній кристалічній системі і зустрічається у формі синювато-чорних октаедричних кристалів.
Мінерал в основному утворюється під час вивітрювання основних і ультраосновних порід шляхом окислення магнетиту, що містить титан. Типове місце розташування знаходиться поблизу Преторії на краю комплексу Бушвельд у Південно-Африканській Республіці.